# 仙台市立館中学校
仙台市立館中学校（せんだいしりつ やかたちゅうがっこう）は、宮城県仙台市泉区館六丁目にある公立中学校。

## 概要
泉ビレジが開発されて、泉ビレジ内の人口が急増し従来の住吉台中学校も住吉台ニュータウン内の分譲が進み生徒数も増えて対応しきれなくなったため、泉ビレジ内に新たに新設の館中学校を分離・開校となった。

## 沿革
- 1996年（平成8年）4月1日 - 仙台市立住吉台中学校より分離、開校。

## 学区
- 仙台市立館小学校学区

主に泉ビレジが学区になる。

## 所在地
- 宮城県仙台市泉区館6丁目17番地の1

## 著名な出身者
- 柴田理帆（柔道選手）